# Ulm Spineanu
Ulm Nicolae Spineanu (* 2. März 1943 in Bukarest; † 26. April 2006 ebenda) war ein rumänischer Wirtschaftswissenschaftler, Wirtschaftsmanager und Politiker der Nationalen Christdemokratischen Bauernpartei PNȚCD (Partidul Național Țărănesc Creștin Democrat), der von 1996 bis 2000 Senator sowie zwischen 1996 und 1997 Staatsminister war.

## Leben

### Studium, Ingenieur und Hochschullehrer
Spineanu absolvierte nach dem Schulbesuch ein Studium im Fach Wirtschaftsingenieurwesen an der Polytechnischen Universität Bukarest, das er 1967 abschloss. Anschließend war er drei Jahre lang bis 1970 als Ingenieur im Unternehmen für Feinmechanik Bukarest tätig und danach zwischen 1970 und 1980 Forschungswissenschaftler am Institut für Feinmechanik der Fakultät für Feinmechanik der Polytechnischen Universität Bukarest. Während dieser Zeit absolvierte er Fortbildungen in der DDR sowie in der Volksrepublik China und erwarb 1977 einen Doktor der Technischen Wissenschaften auf dem Gebiet der Feinmechanik. Neben dieser Tätigkeit war er auch Dozent an der Polytechnischen Universität Bukarest und an der Nationalen Schule für Verwaltungswissenschaften und Politik. Darüber hinaus lehrte er als Gastprofessor unter anderem an der Universität Krakau sowie an der Universität Belgrad. Danach arbeitete Spineanu von 1980 bis 1988 als Chefingenieur im Unternehmen für Luft- und Raumfahrtausrüstung in Bukarest, ehe er zwischen 1990 und 1992 Generalinspektor des Ministeriums für Arbeit und Soziale Sicherheit war.
Im April 1992 übernahm er die Funktionen als Technischer Direktor und Leitender Forschungswissenschaftler am Institut für Feinmechanik sowie im September 1994 als Vizepräsident des Verwaltungsrates der Privaten Finanzierungsgesellschaft Muntenia (Fondului Proprietății Private IV Muntenia). Im Anschluss war er zwischen 1998 und 2000 Präsident des bereits 1903 gegründeten Allgemeinen Industriellenverbandes UGIR 1903 (Uniunea Generală a Industriașilor din Romania) sowie zeitgleich Mitglied des Verwaltungsrates der Rumänischen Gesellschaft der Wirtschaftswissenschaftler SOREC (Societății Române a Economiștilor). Darüber hinaus hatte er eine Professur für Makroökonomie und Allgemeine Wirtschaftslehre an der Nationalen Schule für Politik- und Verwaltungsstudien in Bukarest inne.

### Senator und Staatsminister
Neben seiner Lehr- und Forschungstätigkeit begann Spineanu unmittelbar nach der Revolution im Dezember 1989, die zum Sturz des Regimes von Nicolae Ceaușescu führte, seine politische Laufbahn in der Nationalen Christdemokratischen Bauernpartei PNȚCD (Partidul Național Țărănesc Creștin Democrat). Er wurde 1990 zunächst Vizepräsident und Mitglied des Ständigen Vorstands der PNȚCD sowie 1991 Kandidat des Führungs-, Koordinierungs- und Kontrollbüros der PNȚCD.
Bei den Wahlen vom 3. November 1996 wurde Spineanu für die PNȚCD auf der gemeinsamen Liste des Wahlbündnisses CDR (Convenția Democrată Română) zum Mitglied des Senats gewählt, in dem er in der Legislaturperiode 1996 bis 2000 die Interessen des Kreises Dâmbovița vertrat.
Wenige Wochen nach der Wahl berief Ministerpräsident Victor Ciorbea ihn am 11. Dezember 1996 zum Staatsminister im Ministerium für Reformen in dessen erster Regierung. Dieses Amt bekleidete Spineanu bis zum 5. Dezember 1997, nachdem er zwischenzeitlich im August 1997 und am 1. November 1997 seinen Rücktritt wegen einer Affäre um den Präsidenten des Staatlichen Grundstücksfonds FPS (Fondul Proprietății de Stat), Sorin Dimitriu, angeboten hatte. Er war damit maßgeblich an den ersten wirtschaftlichen Reformprogrammen der Regierung beteiligt.
Im Februar 1998 wurde Spineanu vorübergehend Vorsitzender der Fraktion der PNȚCD im Senat und damit Nachfolger von Radu Vasile, der Vizepräsident des Senats wurde. Diese Funktion bekleidete der bis zum 27. April 1998.

### Wirtschaftsmanager und Skandal um die Finanzgruppe Muntenia
2001 übernahm Spineanu die Funktion als Geschäftsführender Generaldirektor des Verwaltungsrates der Finanzgruppe Muntenia, die aus den Tochtergesellschaften Muntenia Invest, Muntenia Consult, Muntenia Management und Muntenia Trading bestand. Er wurde auch deren Vertreter im Verwaltungsrat des Luftfahrtindustrieunternehmens IAR (Întreprinderea Aeronautică Română) in Brașov.
Nachdem Spineanu wegen parteiinterner Differenzen um den Reformkurs die PNȚCD verlassen hatte, trat er am 24. Juni 2004 der Humanistischen Partei Rumäniens PUR (Partidul Umanist Roman) bei, der heutigen Konservativen Partei PC (Partidul Conservator). In der PUR übernahm er die Leitung der Abteilung für Makroanalyen und Sozioökonomische Forschung und war sowohl Mitglied des Ständigen Büros und des Nationalrates der Partei.
2005 kam es zu Anschuldigungen gegen die Verwaltungs- und Investitionsgesellschaft SAI (Societatea de Administrare a Investițiilor) Muntenia, nachdem die Finanzpolizei (Gărzii Financiare) und die Nationale Agentur für Finanzverwaltung ANAF (Agenția Națională de Administrare Fiscală) bei Durchsuchung zahlreiche gefälschte Dokumente in der Buchführung und falsche Rechnungen gefunden hatte. Diese stammten aus Geschäftsbeziehungen der SAI Muntenia in den Jahren 2001 bis 2004 zu den Unternehmen AVEX International SRL, SC Arimex Impex SRL und SC C&C Computers SRL. Die Hauptschuld lag dabei bei dem Vorstandsvorsitzenden der SAI Muntenia, Horia Teodor Mihăescu, während Spineanu als Vorsitzender der Finanzgruppe Muntenia allerdings die Oberaufsicht über die Tochtergesellschaften hatte.
Aus diesem Grund trat Spineanu am 13. Juni 2005 von seinen Funktionen als Präsident des Verwaltungsrates der Finanzgruppe Muntenia zurück. Während eines Verhörs in der Untersuchungsdirektion der Generalinspektion der Polizei erlitt Spineanu am 26. April 2006 einen Herzinfarkt, an dessen Folgen er kurz darauf auf dem Weg ins Krankenhaus verstarb.